# Paul Baxley
Pour les articles homonymes, voir Baxley (homonymie).
Paul Baxley (Casper (Wyoming), 24 septembre 1923 – Palmdale (Californie), 4 mars 2011), est un acteur et réalisateur américain.

## Filmographie

### comme acteur
- 1948 : Whiplash de Lewis Seiler : Fighter
- 1949 : Les Ruelles du malheur (Knock on Any Door) de Nicholas Ray : Policier
- 1950 : Kansas en feu de Ray Enright, doublure d'Audie Murphy pour des cascades.
- 1954 : Les Aventures de Hajji Baba (The Adventures of Hajji Baba) de Don Weis : Escort Warrior
- 1957 : L'Ennemi public (Baby Face Nelson) de Don Siegel : Aldridge
- 1958 : L'Or du Hollandais (The Badlanders) de Delmer Daves : Jeff
- 1960 : Les Marines attaquent (en) (All the Young Men) de Hall Bartlett : Pvt. Lazitech
- 1960 : Desire in the Dust de William F. Claxton : Thurman Case
- 1964 : Les Ambitieux (The Carpetbaggers) d'Edward Dmytryk : Stuntman
- 1965 : Morituri de Bernhard Wicki : Crew Member
- 1967 : Star Trek (série TV) : épisode La Pomme : Indigène
- 1967 : Star Trek (série TV) : épisode  Tribulations : Enseigne Freeman
- 1968 : Star Trek (série TV) : épisode  Guerre et Magie : Chef de patrouille
- 1968 : Star Trek (série TV) :  épisode Sur les chemins de Rome : Policier #1 (non crédité)[1]
- 1968 : Star Trek (série TV) : épisode  La Révolte des enfants : Garde de la sécurité
- 1968 : Star Trek (série TV) : épisode  Le Piège des Tholiens : Le Capitaine du Defiant
- 1973 : La Malédiction du loup-garou (The Boy Who Cried Werewolf) de Nathan Juran : Premier loup-garou
- 1978 : Zero to Sixty (en) de Don Weis
- 1979 : Mort au combat (Friendly Fire) de David Greene (TV)
- 1980 : La Bible ne fait pas le moine (In God We Tru$t) de Marty Feldman

### comme réalisateur
- 1979-1985 : Shérif, fais-moi peur ("The Dukes of Hazzard") (série TV): Directeur des cascades[2]